# گادفری مک‌دونالد، سومین بارون مک‌دونالد اسلیت
گادفری مک‌دونالد، سومین بارون مک‌دونالد اسلیت (انگلیسی: Godfrey Macdonald, 3rd Baron Macdonald; ۱۴ اکتبر ۱۷۷۵ – ۱۳ اکتبر ۱۸۳۲) پرسنل نظامی اهل پادشاهی متحد بریتانیای کبیر و ایرلند بود.